# Graphiurus microtis
Graphiurus microtis es una especie de roedor de la familia Gliridae.

## Distribución geográfica
Se encuentra en Angola, Botsuana, Eritrea, Etiopía, Kenia, Lesoto, Malaui, Mozambique, Namibia, Sudáfrica, Sudán, Suazilandia, Tanzania, Zambia y  Zimbabue.